# جدجوك (داغستان)
جدزهوك (بالروسية: Геджух) هي مدينة في جمهورية داغستان في روسيا. ويبلغ عدد سكانها حوالي 6642 نسمة.